# Kaple Nanebevzetí Panny Marie (Olešnice)
Kaple Nanebevzetí Panny Marie je římskokatolická filiální kaple v Olešnici. Patří do farnosti Červený Kostelec. Vlastníkem kaple je město Červený Kostelec.

## Bohoslužby
Bohoslužby se v kapli nekonají. Bohoslužby se konají ve větší kapli sv. Antonína Paduánského.

## Galerie

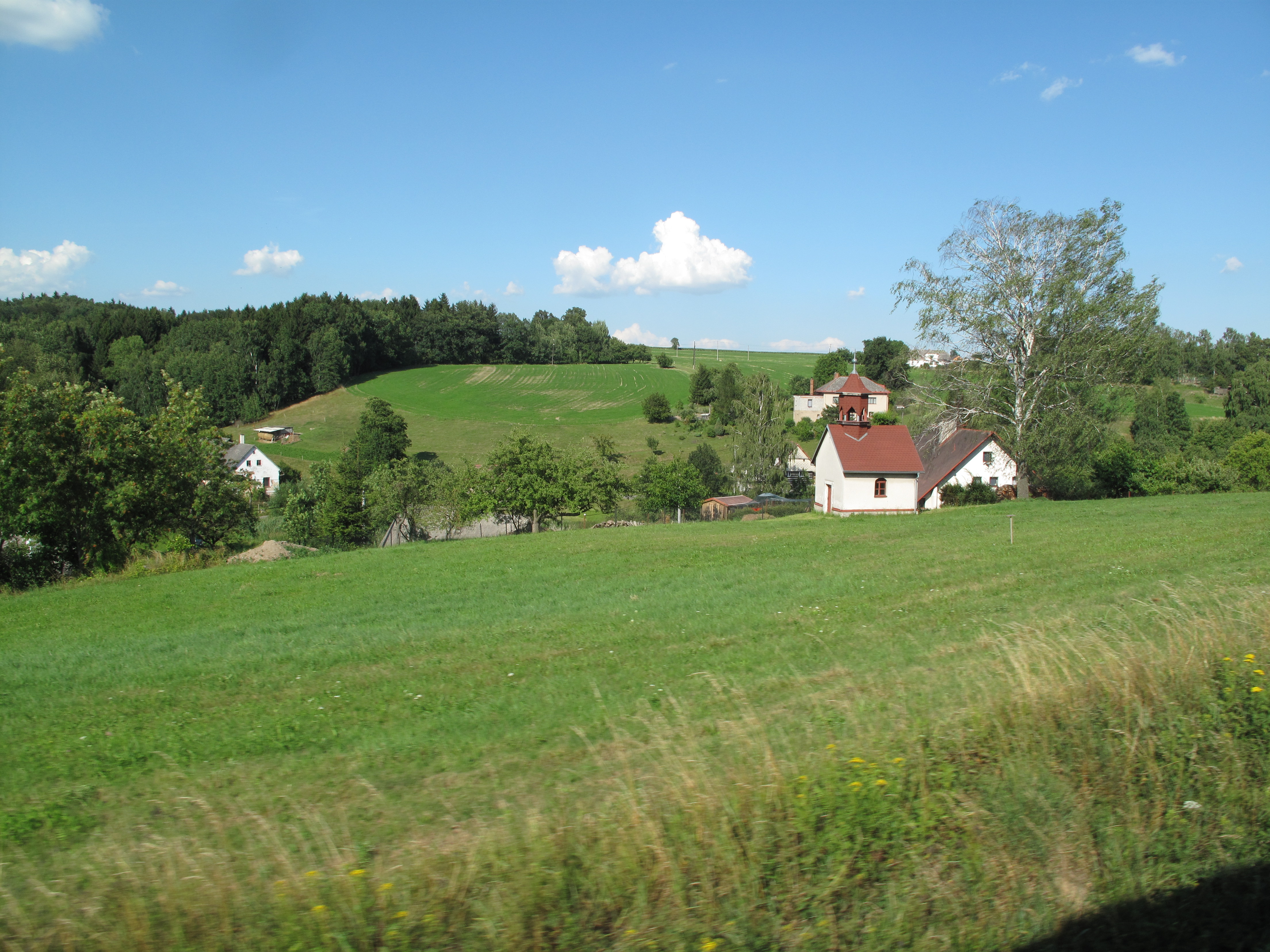
Pohled od železniční trati
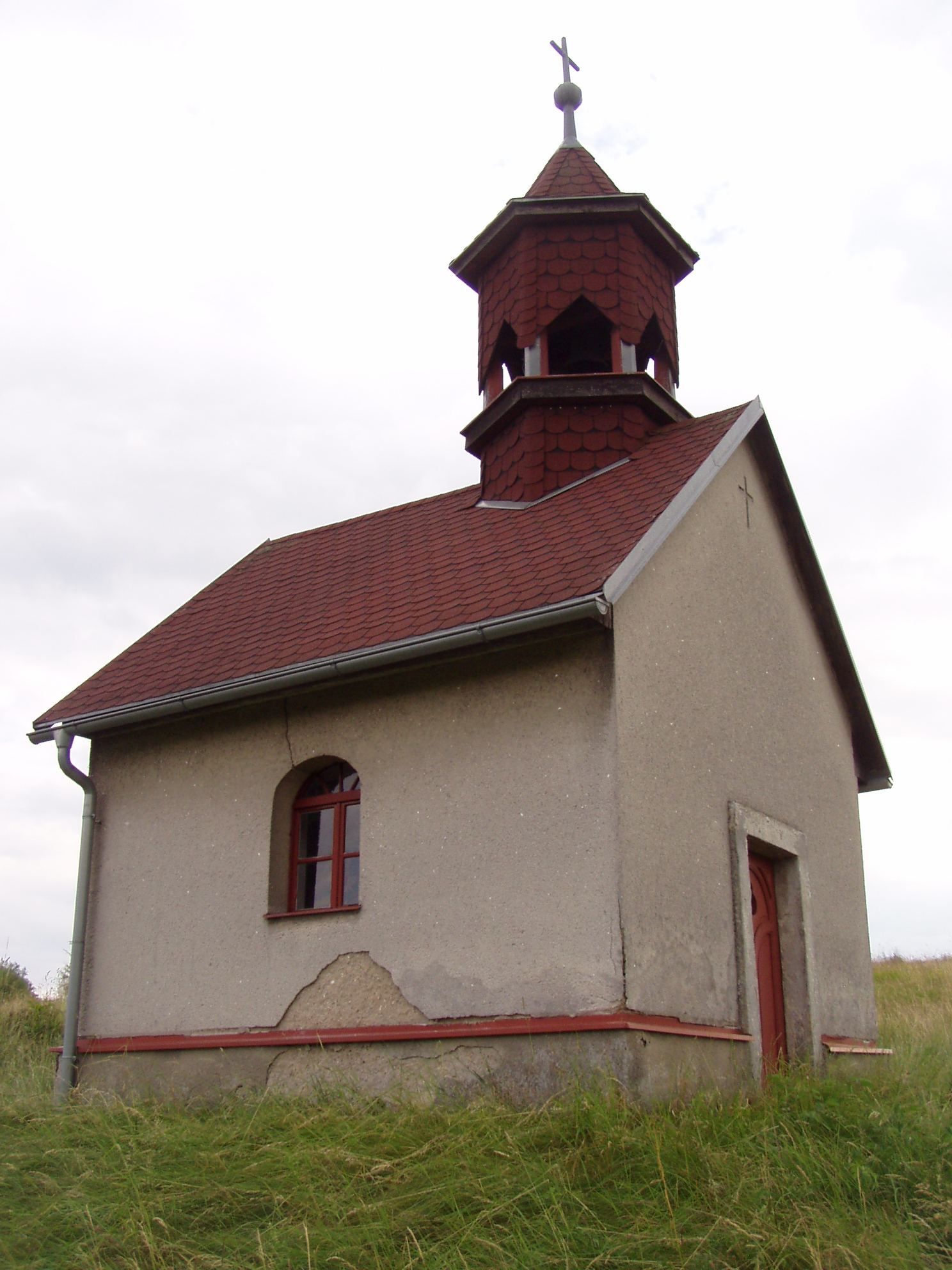
Kaple
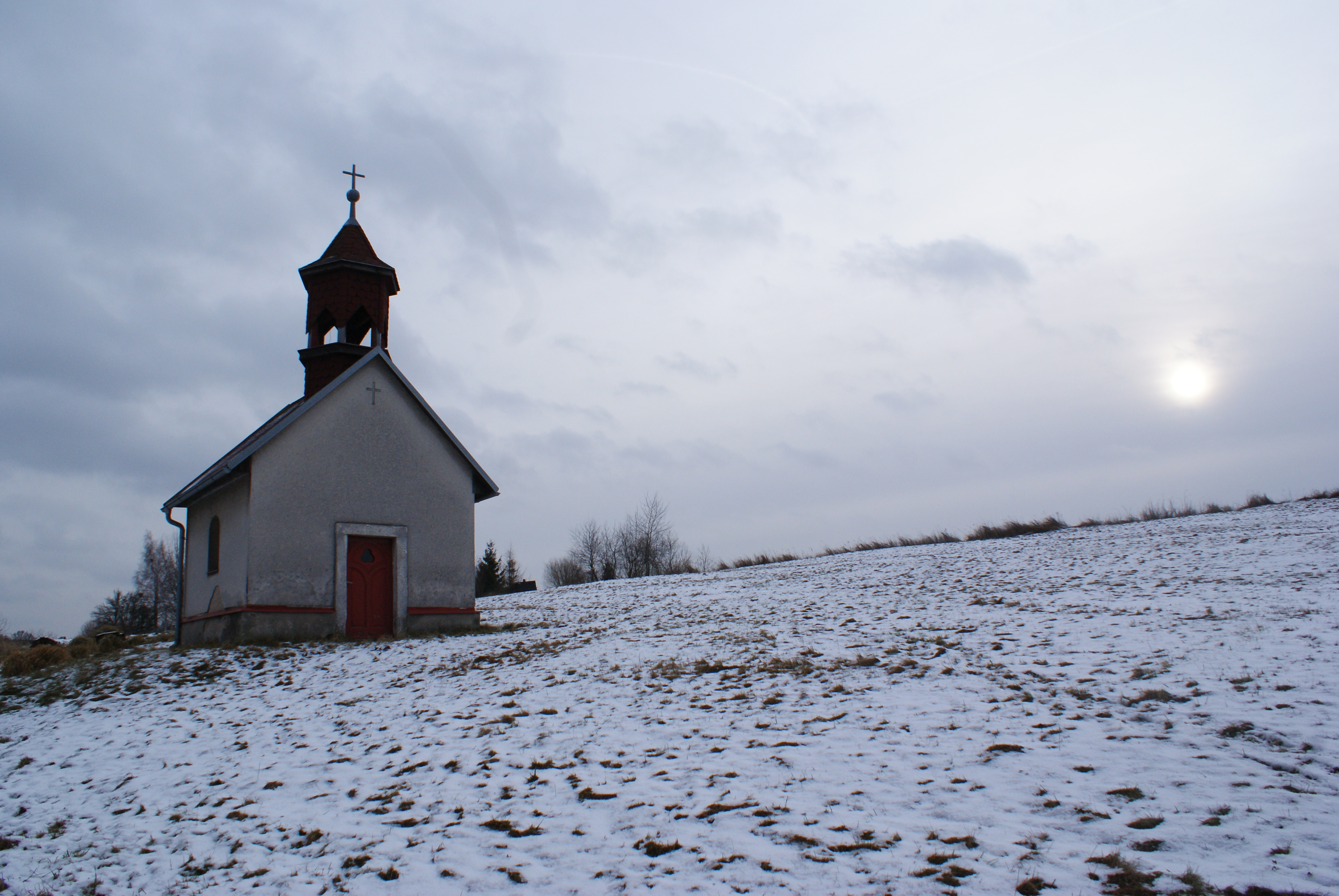
Kaplička